# Soricomorpha
Soricomorpha är en föreslagen taxonomisk grupp, som antingen placeras som ordning eller underordning för att dela upp den omdiskuterade ordningen äkta insektsätare och som omfattar familjerna snabelslidmöss (Solenodontidae), näbbmöss (Soricidae), mullvadsdjur (Soricidae) och den utdöda familjen Nesophontidae, det vill säga alla de familjer som vanligtvis förs till ordningen äkta insektsätare, förutom igelkottdjur (Erinaceidae) som istället placeras i Erinaceomorpha.

## Utbredning och habitat
Ordningens arter förekommer nästan i hela världen. De saknas bara i den australiska regionen samt i den antarktiska regionen. Arter som tillhör familjen snabelslidmöss hittas bara i Västindien och familjen mullvadsdjur har sin utbredning i tempererade områden av Europa, Asien och Nordamerika.
Mullvadsdjur vistas nästan hela livet i underjordiska tunnelsystem och även snabelslidmöss lever längre tider under markytan. Till mullvadsdjuren räknas även myskmöss som är anpassade för att jaga i vattnet. Näbbmöss hittas främst i fuktiga landskap, ofta i lövskiktet, men vissa medlemmar klarar sig i öknar. De behöver däremot en vattenkälla i närheten på grund av sin höga ämnesomsättning.

## Ekologi
Djur i ordningen Soricomorpha är främst nattaktiv men mullvadsdjur kan även vara dagaktiv. Arterna håller ingen vinterdvala. I ordningen ingår några av de få däggdjuren som producerar och jagar med hjälp av gift. Beteendet är främst känt för snabelslidmöss men förekommer även hos några näbbmöss. När honor inte är brunstiga lever varje vuxen individ ensam. Några näbbmöss och snabelslidmöss skapar ljud med höga frekvenser som troligen används för ekolokaliseringen. Däremot är förmågan inte lika bra utvecklad som hos fladdermöss.
Födan utgörs främst av insekter och andra ryggradslösa djur. Näbbmöss har en hög ämnesomsättning och behöver varje dag äta föda som motsvarar 80 till 90 procent av deras egen vikt. Snabelslidmöss kompletterar födan ibland med groddjur samt kadaver och näbbmöss även med ödlor, små däggdjur, frukter och frön.
Allmänt deltar hannar inte i ungarnas uppfostring. Honor äter betydlig mer när de är dräktiga och när de ger di åt ungarna. Mjölken är rik på fett och kalorin. Ungarnas utveckling sker därför snabb och ungarna diar sin mor mindre än tre månader. Näbbmöss har det kortaste livet inom ordningen. De blir vanligen ett år gamla. Arter av snabelslidmöss och mullvadsdjur levde i fångenskap upp till 6 respektive 7 år.
Arterna jagas av flera olika predatorer som lever i samma utbredningsområde. Vissa rovdjur avskräckas däremot av individernas intensiva lukt.

## Taxonomi
Följande familjer ingår i ordningen:
- Snabelslidmöss (Solenodontidae)
- Näbbmöss (Soricidae)
- Mullvadsdjur (Soricidae)
- † Nesophontidae